# قابلة
القابلة أو الداية أو المولدة كما يطلق عليها في بعض الدول العربية هي سيدة تساعد الحوامل وقت الإنجاب قديماً وتصف الأعشاب التي تعطى للمرأة بعد الولادة والاعتناء بصحة الوالدة والمولود، مثل الطبيب حالياً أو امرأة متخصصة برعاية ومتابعة وتوليد النساء الحوامل، وقد تكون موظفة من قبل الدولة أو أنها تمارسها بشكل خاص.

## الداية
تستخدم كلمة الداية في بعض الدول العربية مثل السعودية (منطقة الحجاز) ودول الشام (الأردن وفلسطين وسوريا ولبنان) ومصر واليمن، وهي (بالفارسية: دايه) وتعني القابلة والحاضنة والمرضعة.

## تاريخ الداية
كما في تاريخ ظهور الإنسان فان القابله ظهرت مع التجمعات البشرية فان القابله تكون سيدة معروفة ولا تزال تعمل في بعض الدول الفقيرة،
وكانت مهنة الداية في الماضي لا تتطلب دراسة أو الحصول على شهادة لمزاولتها من جامعة أو معهد تمريض، حيث تتوارثها الداية من أمها أو جدتها بالممارسة، وتقوم بتعليم ابنتها وجارتها تلك المهنة.

## عادات الداية
كانت العادة أن تقوم الداية بتبشير والد المولود وتتلقى البشارة النقدية منه حسب مركزه المالي والاجتماعي، فعند قدوم الجنين ذكراً تعم الفرحة وتحضر الولائم، وإذا جاء الجنين أنثى هبط البيت على صاحبه، أما الآن فأصبح المجتمع أوعى ولم يعد يفرق بين الذكر والأنثى بسبب ثورة التقنيات الحديثة التي تحدد جنس المولود قبل قدومه، وهذا ما خفف من صدمة الرجل في حال قدم الجنين أنثى.
ومهنة الداية مازالت منتشرة في العديد من البلدان العربية، وإن كان على نطاق ضيق، فلا زال بعض الرجال، يفضلون عدم كشف نسائهم على الأطباء حتى وإن كان السبب صحياً، بإضافة إلى الاعتقاد السائد بأن الداية أكثر صبرا من الطبيب، وبالتالي تجنب العملية القيصرية التي يسارع الأطباء بإجرائها لأسباب مادية.

## حالات تعجز عنها القابلة
النزيف الدموي جراء نزيف الدم من المهبل والرحم لا يمكن السيطرة عليه فتكون النتيجة وفاة الام .
أن يكون الرضيع في وضع الجلوس ولايستطيع الخروج من الرحم فتكون الوفاة لكلا من الام والطفل وهذا مايستعاض عنه اليوم بالعملية القيصرية.
اللتفاف الحبل السري على رقبه الطفل فيسبب له الاختناق وبالتالي الموت .